# ディーン・マークレイ
ディーン・マークレイ（Dean Markley Strings）は、アメリカの楽器関連用品の製造メーカーである。
楽器店オーナーであった、Dean Markleyが1972年に創業。主にアコースティックギター弦、エレキギター弦、ベースギター弦を製造。他にもアコースティック・ギター用ピックアップ、ギターアンプも製造。

## 主な商品
- Blue Steel (ブルー・スチール)
超低温-196℃のクライオジェニック処理を行なうことによって、ロングライフとリッチな音色を実現したとされるニッケルプレーテッド弦。超低温の液体窒素に浸すことで分子間がタイトになり、より均質になる。
- Helix (ヘリックス）
楕円状の巻弦を芯線に巻きつける事で、通常のワウンド弦よりもタイトで高密度な弦になり、寿命が長く、スムーズなフィールでリッチな音色とリゾナンスを得る事ができるとされている。
- Signature (シグネチャー）
巻弦を六角形の芯線（ヘクスコア）に巻きつける事で、ワウンドが緩みにくくなり長寿命が期待される。

## 使用アーティスト
- Orianthi
- John 5
- Nikki Sixx
- ルーク篁
- 小南数麿
- 高水健司
- ken （L'Arc〜en〜Ciel）
- Nick Catanese （Black Label Society）
- Matt DeVries （Fear Factory）